# Turistická značená trasa 7215
 Turistická značená trasa 7215 je 5 km dlouhá žlutě značená trasa Klubu českých turistů v okrese Trutnov spojující Pec pod Sněžkou a Husovu boudu. Její převažující směr je jižní. Převážná část trasy se nachází na území Krkonošského národního parku.

## Průběh trasy
Počátek trasy se nachází na rozcestí v centru Pece pod Sněžkou, kde přímo navazuje na rovněž žlutě značenou trasu 7213 od Lesní boudy, prochází tudy
červeně značený Okruhem Zeleným a Modrým dolem, modře značená trasa 1813 z Malé Úpy na Obří sedlo včetně její stejně značené odbočky 1812 do Černého Dolu a zeleně značená trasa 4250 ze Spáleného Mlýna, na kterou zde navazuje stejně značená trasa 4206 do Špindlerova Mlýna.
Trasa přechází Úpu a lesní pěšinou stoupá severozápadním úbočím Javoru na luční enklávu Úpská samota. Z ní poté po krátké zásobovací komunikaci vystoupá na asfaltovou Kladenskou cestu, po které kromě krátké výjimky vystoupá na Javorské Boudy. Zde vstupuje do souběhu se zeleně značenou trasou 4208 z Velké Úpy na Dvorskou boudu. V něm pak stále po Kladenské cestě stoupá přes Vebrovy Boudy na rozcestí severovýchodně od vrcholu Slatinné stráně, kde souběh končí. Trasa 7215 vede lesní pěšinou k jihu ke Kolínské boudě, kde vstupuje do souběhu s červeně značenou trasou 0407 z Černé hory k Chalupě Na Rozcestí. Společně vedou po zpevněné komunikaci k západu k Pražské boudě, kde souběh s trasou 0407 končí a trasa 7213 vstupuje opět do krátkého souběhu s trasou 4208, která sem přichází přes vrchol Slatinné stráně. Obě trasy spolu klesají k čp. 27, kde souběh opět končí a trasa 7215 klesá dále po asfaltové komunikaci k severovýchodu na rozcestí opět s modře značenou trasou 1812, kde mění směr na východní. V souběhu s ní vede k nedaleké Husově boudě, kde končí.

## Historie
Úsek Pec pod Sněžkou - Pražská bouda je starší, úsek od Pražské k Husově boudě byl vyznačen později.

## Turistické zajímavosti na trase
- Kolínská bouda
- Pražská bouda
- Husova bouda